# Crisalide (Vola)
«Crisalide (Vola)» («Куколка (Лети)») — песня в исполнении сан-маринской певицы Валентины Монетты, с которой она представила Сан-Марино на конкурсе песни «Евровидение 2013». Песня поётся на итальянском языке, и переводится как («Куколка»). Музыку написал известный в Германии автор песен: Ральф Зигель, который и в 2012 году написал песню Валентине, так же многим другим артистам. Текст песни написал Мауро Балестри. Песня «Crisalide» была презентована вечером 15 марта 2013 года. Валентина спела песню 16 мая в Швеции, в финал снова не смогла пройти.

## Список композиций
| №  | Название                             | Длительность |
| -- | ------------------------------------ | ------------ |
| 1. | «Crisalide (Vola)»                   | 2:56         |
| 2. | «Crisalide (Vola)» (Karaoke version) | 2:56         |

| №  | Название                                         | Длительность |
| -- | ------------------------------------------------ | ------------ |
| 1. | «Crisalide (Vola)»                               | 2:56         |
| 2. | «Crisalide (You'll Be Flying)»                   | 2:56         |
| 3. | «Crisalide (Vola)» (Karaoke version)             | 2:56         |
| 4. | «Crisalide (You'll Be Flying)» (Karaoke version) | 2:56         |